# 玉長隧道
玉長隧道，台灣的公路隧道，位於花蓮縣富里鄉與臺東縣長濱鄉交界，為台30線唯一的隧道，也是花東地區唯一穿越海岸山脈的公路隧道，此貫穿海岸山脈安通越山，全長2660公尺。玉長隧道分成土木與機電兩項工程，前者於2007年11月20日完成驗收，後者於同年11月30日也完成辦理。然而，為配合著玉長公路的通車，玉長隧道於2007年6月16日先行啟用，形成未驗收而先通車的特殊現象。

## 簡介
由於聯絡海岸山脈兩側地區的公路，僅有光豐公路（台11甲線）、瑞港公路（花64線）、東富公路（台23線）三條主要道路聯繫台9線與台11線，對於瑞穗至富里之間的玉里而言距離上卻長64公里才有公路可通向台11線，因此在1997年7月開始，公路總局辦理「玉里長濱段公路新建計畫」，以解決交通不便，可使通車前的車程耗需2小時，對比通車後則可縮減至30分鐘車程，又可添增地方上的開發，對於醫療也能提供一條快速的急救動線。
玉長公路在計畫上，最艱難的工程是屬隧道開挖，因地質上位處菲律賓海板塊與歐亞大陸板塊之接壤地帶，常有斷層活動而引發的地震。開挖地層的岩性，主要是由火山角礫岩組成的都巒山層，岩層走向呈50～60度傾斜之高角度節理，整體的地質結構鬆散，導致支持強度不足，在施工過程曾遇上突發的大量湧水，迅速灌入隧道。
玉長隧道的工程採明挖回填方式施工，設計採單孔雙向車道，淨寬10公尺，車道寬9公尺（單向車道寬3.5公尺），淨高4.7公尺，兩側人行道寬1.1公尺。斷面呈三心圓式，淨空最寬12.8公尺，最高約6.9公尺。隧道內部全採鋼筋混凝土襯砌。隧道兩側各有兩處避車道，總計長約201公尺。